# محوطه خرده تپه ۱
محوطه خرده تپه ۱ مربوط به دوران‌های تاریخی پس از اسلام است و در شهرستان قزوین، بخش کوهین، روستای دستجرد واقع شده و این اثر در تاریخ ۲۵ خرداد ۱۳۸۱ با شمارهٔ ثبت ۵۷۳۰ به‌عنوان یکی از آثار ملی ایران به ثبت رسیده است.